# Schizophthirus aethogliris
Schizophthirus aethogliris är en insektsart som beskrevs av Oskar Kuhn och Ludwig 1965. Schizophthirus aethogliris ingår i släktet Schizophthirus och familjen gnagarlöss. Inga underarter finns listade i Catalogue of Life.